# Liste der Polizeidirektionen in Dänemark
Die Liste der Polizeidirektionen in Dänemark enthält die zwölf dänischen Polizeidirektionen (politikreds, Pl. politikredse) mit Hauptwache (hovedstation) und unterstellten Nebenwachen (lokalstation). Nach Bedarf bestehen darunter weitere Reviere und Wachen (nærstation bzw. landpoliti). Eine Polizeidirektion wird von einem Polizeidirektor (politidirektør) und dem Stellvertretenden Polizeidirektor geführt.
Oberste Polizeibehörde ist Rigspolitiet unter Führung des Polizeipräsidenten (rigspolitichef).
In Dänemark untersteht die Polizei dem Justizministerium.
| Polizeidirektion Politikreds            | Nr. | Hauptwache Hovedstation | Nebenwachen Lokalstationer                                   | Zuständigkeitsbereich |
| --------------------------------------- | --- | ----------------------- | ------------------------------------------------------------ | --- |
| Bornholms Politi                        | 12  | Rønne                   | -                                                            | Bornholms Kommune |
| Fyns Politi                             | 6   | Odense                  | Assens Middelfart Nyborg Svendborg Faaborg                   | Assens Kommune Faaborg-Midtfyn Kommune Kerteminde Kommune Langeland Kommune Middelfart Kommune Nordfyns Kommune Nyborg Kommune Odense Kommune Svendborg Kommune Ærø Kommune                                                                            |
| Københavns Politi                       | 11  | Kopenhagen (Halmtorvet) | Bellahøj Kastrup                                             | Dragør Kommune Frederiksberg Kommune Københavns Kommune Tårnby Kommune |
| Københavns Vestegns Politi              | 10  | Albertslund             | Rødovre Taastrup                                             | Albertslund Kommune Ballerup Kommune Brøndby Kommune Gladsaxe Kommune Glostrup Kommune Herlev Kommune Hvidovre Kommune Høje-Taastrup Kommune Ishøj Kommune Rødovre Kommune Vallensbæk Kommune                                                          |
| Midt- og Vestjyllands Politi            | 3   | Holstebro               | Herning Ringkøbing Silkeborg Skive Thisted Viborg            | Herning Kommune Holstebro Kommune Ikast-Brande Kommune Lemvig Kommune Morsø Kommune Ringkøbing-Skjern Kommune Silkeborg Kommune Skive Kommune Struer Kommune Thisted Kommune Viborg Kommune                                                            |
| Midt- og Vestsjællands Politi           | 8   | Roskilde                | Holbæk Kalundborg Karlslunde Køge Nykøbing Sjælland Ringsted | Greve Kommune Holbæk Kommune Kalundborg Kommune Køge Kommune Lejre Kommune Odsherred Kommune Ringsted Kommune Roskilde Kommune Solrød Kommune Stevns Kommune                                                                                           |
| Nordjyllands Politi                     | 1   | Aalborg                 | Frederikshavn Hjørring Hobro                                 | Brønderslev-Dronninglund Kommune Frederikshavn Kommune Hjørring Kommune Jammerbugt Kommune Læsø Kommune Mariagerfjord Kommune Rebild Kommune Vesthimmerlands Kommune Aalborg Kommune                                                                   |
| Nordsjællands Politi                    | 9   | Helsingør               | Frederikssund Gentofte Hillerød                              | Allerød Kommune Egedal Kommune Fredensborg Kommune Frederikssund Kommune Frederiksværk-Hundested Kommune Furesø Kommune Gentofte Kommune Gribskov Kommune Helsingør Kommune Hillerød Kommune Hørsholm Kommune Lyngby-Taarbæk Kommune Rudersdal Kommune |
| Syd- og Sønderjyllands Politi           | 5   | Esbjerg                 | Haderslev Ribe Sønderborg Tønder Varde Vejen Aabenraa        | Esbjerg Kommune Fanø Kommune Haderslev Kommune Sønderborg Kommune Tønder Kommune Varde Kommune Vejen Kommune Aabenraa Kommune |
| Sydsjællands og Lolland-Falsters Politi | 7   | Næstved                 | Nakskov Nykøbing Falster Slagelse Vordingborg                | Faxe Kommune Guldborgsund Kommune Lolland Kommune Næstved Kommune Slagelse Kommune Sorø Kommune Vordingborg Kommune |
| Sydøstjyllands Politi                   | 4   | Horsens                 | Billund Fredericia Kolding Skanderborg Vejle                 | Billund Kommune Fredericia Kommune Hedensted Kommune Horsens Kommune Kolding Kommune Skanderborg Kommune Vejle Kommune |
| Østjyllands Politi                      | 2   | Aarhus                  | Grenaa Randers                                               | Favrskov Kommune Norddjurs Kommune Odder Kommune Randers Kommune Samsø Kommune Syddjurs Kommune Aarhus Kommune |

Zur dänischen Polizei gehören außerdem die Polizeibehörden auf den Färöern und in Grönland
| Polizeidirektion Politikreds | Nr. | Hauptwache Hovedstation | Nebenwachen Lokalstationer                | Zuständigkeitsbereich |
| ---------------------------- | --- | ----------------------- | ----------------------------------------- | --------------------- |
| Færøernes Politi             |     | Tórshavn                | Klaksvík Miðvágur Runavík Sandur Tvøroyri | Färöer                |
| Grønlands Politi             |     | Nuuk                    | Ilulissat Qaqortoq Sisimiut               | Grönland              |